# Monochrotogaster atricornis
Monochrotogaster atricornis är en tvåvingeart som beskrevs av Fan och Wu 1982. Monochrotogaster atricornis ingår i släktet Monochrotogaster och familjen blomsterflugor. Inga underarter finns listade i Catalogue of Life.